# Базиликагојано (Парма)
Базиликагојано (итал. Basilicagoiano) је насеље у Италији у округу Парма, региону Емилија-Ромања.
Према процени из 2011. у насељу је живело 1110 становника. Насеље се налази на надморској висини од 115 м.